# Akka (mitologia fino-húngara)
Akk é a esposa de Ukko na mitologia finesa.